# Kim Petras
Kim Petras (sinh ngày 27 tháng 8 năm 1992) là nữ ca sĩ, nhạc sĩ người Đức. Từ năm 2016 đến 2020, Petras hoạt động âm nhạc với tư cách là một nghệ sĩ độc lập dưới hãng đĩa do chính cô khởi tạo, BunHead Records. Năm 2021, cô chuyển sang ký hợp đồng với hãng Republic Records.
Petras bắt đầu đi hát từ tuổi thiếu niên, cô phát hành EP đầu tay "One Piece of Tape" vào năm 2011. Năm 2017, cô ra mắt đĩa đơn quốc tế đầu tiên, "I Don't Want It at All", bài hát góp mặt trong một vài bảng xếp hạng của nền tảng nghe nhạc Spotify.
Năm 2021, Petras ký hợp đồng với Republic Records và sau đó phát hành EP "Slut Pop" gồm 7 ca khúc vào năm 2022. Cuối năm 2022, cô kết hợp với Sam Smith trong "Unholy", bài hát đạt hạng nhất trên các bảng xếp hạng UK Singles Chart và Billboard Hot 100.

## Thời thơ ấu
Kim Petras sinh năm 1992 với giới tính ban đầu là nam. Mẹ cô là biên đạo múa còn cha cô là kiến trúc sư, chị gái cô cũng là ca sĩ.
Năm 2006, cô gái 13 tuổi xuất hiện trong một chương trình truyền hình tại Đức và chia sẻ về những can thiệp y khoa liên quan tới việc chuyển giới của bản thân. Những năm sau đó, cô tiếp tục tham gia trong một vài chương trình và phim tài liệu, với mong muốn hạ độ tuổi cho phép chuyển giới từ 18 theo luật của Đức, xuống 16 tuổi.
Năm 16 tuổi, cô được bác sĩ thẩm định và cho phép thực hiện phẫu thuật. Tới tháng 8/2008, Petras cho biết quá trình chuyển giới đã hoàn tất.